# پرواز ۸۵۸ کورین ایر
پرواز شماره ۸۵۸ کوریَن ایر یک پرواز مسافربری در مسیر بغداد _ ابوظبی _ بانکوک _ سئول بود که به دلیل انفجار بمب بر فراز دریای آندامان منفجر و تمام ۱۱۵ سرنشین بوئینگ ۷۰۷ را به کشتن داد.
در تاریخ ۲۹ نوامبر ۱۹۸۷ هواپیمای در حال پرواز در مسیر یادشده، پس از عمل کردن بمبی که توسط دو مأمور کره شمالی در قفسه بالای سر مسافران کارگذاری شده بود، در میان آسمان منفجر شد.
مأموران به دستور دولت کره شمالی، پیش از پیاده شدن از هواپیما در نخستین توقفش در ابوظبی، این دستگاه را کار گذاشتند.
هنگامی که این هواپیما بر فراز دریای آندامان به سوی دومین توقفگاه خود در بانکوک پرواز می‌کرد، بمب منفجر شد و هواپیمای هوایی کره Boeing 707-3B5C را نابود کرد.
همه سرنشینان این هواپیما مجموعاً ۱۰۴ مسافر و ۱۱ خدمه از میان رفتند. (تقریباً همه کشته شدگان اهل کره جنوبی بودند)
این حمله ۳۴ سال پس از توافقنامه آتش‌بس دو کره که به درگیری‌های جنگ کره در ۲۷ ژوئیه ۱۹۵۳ پایان داد، رخ داد.

## بمب گذاران
این دو مأمور در بحرین شناسایی  شدند و هنگامیکه فهمیدند در آستانه بازداشت هستند هردو نفرشان آمپول سیانور پنهان شده در سیگار را مورد استفاده قرار دادند. مرد درگذشت، اما زن، کیم هیون هویی، زنده ماند و بعداً به بمب‌گذاری اعتراف کرد.
وی پس از محاکمه برای این حمله به اعدام محکوم شد، اما بعداً توسط رئیس‌جمهور کره جنوبی روه تای-وو مورد بخشش قرار گرفت. زیرا تصور می‌شد که وی در کره شمالی شستشوی مغزی شده‌است. گواهی کیم دلالت بر کیم جونگ ایل (که در آن زمان رهبر آیندهٔ کره شمالی بود) داشت؛ به عنوان فردی که سرانجام مسئول این رخداد بود. وزارت امور خارجه ایالات متحده آمریکا به‌طور ویژه از بمباران KAL 858 به عنوان «عمل تروریستی» یاد می‌کند و به جز بین سالهای ۲۰۰۸ تا ۲۰۱۷ کره شمالی را نیز در فهرست پشتیبانان مالی تروریسم گنجانده‌است.
از زمان این حمله، روابط دیپلماتیک میان کره شمالی و کره جنوبی به‌طور قابل توجهی بهبود نیافته‌است، اگرچه برخی از پیشرفت‌ها در قالب چهار نشست سران کره ای صورت گرفته‌است. کیم هیون هویی بعداً کتابی به نام «روح گریان من» منتشر کرد که در آن او به یاد می‌آورد که در مدرسه جاسوسی که از سوی ارتش کره شمالی اداره می‌شود، آموزش دیده و شخصاً توسط کیم جونگ ایل برای انجام این حمله مأمور شده‌است.
وی توسط کره شمالی به عنوان یک خائن شناخته شد و پس از دیدن پیشرفتهای کره جنوبی، منتقد کره شمالی شد. کیم اکنون از ترس کشته شدن از سوی کره شمالی، در تبعید و تحت فشار و امنیت شدید زندگی می‌کند.

## بن مایه
- همکاری‌کنندگان ویکی‌پدیا، «Korean Air Flight 858»، ویکی‌پدیای انگلیسی، دانشنامهٔ آزاد (بازیابی ۳۱ تیر ۱۳۹۹).